# Bergpartei, die Überpartei
Bergpartei, die Überpartei (Kurzbezeichnung: B*, Zusatzbezeichnung: ökoanarchistisch – realdadaistisches sammelbecken) ist eine 2005 gegründete deutsche Kleinpartei aus Berlin.
Die Partei sieht sich als Künstlergruppe und stellt ihre Plakate per Hand her. Sie ist in keinem Parlament vertreten.

## Aktionen
Die Bergpartei richtete bis zuletzt 2013 die Gemüseschlacht auf der Oberbaumbrücke aus.
Unter dem Motto „Keine Diskriminierung von Reptilienmenschen“ fand wöchentlich eine Demonstration statt mit 20 Teilnehmern gegen die sog. Hygiene-Demo auf dem Rosa-Luxemburg-Platz. „Ohne Pause“ leitet die Bergpartei laut Berlin-gegen-Nazis Aktionsbündnisse gegen Corona-Leugner. Bei Ballwegs dritter Großdemonstration in Konstanz am 3. Oktober 2020 schrieb die Polizei in ihrer Pressemitteilung: „Am Bodanplatz fand eine Versammlung der Bergpartei mit etwa 80 Teilnehmern statt“.

## Inhaltliches Profil
Die Bergpartei ist dem alternativen linken Rand zuzurechnen. Die Partei trägt die Zusatzbezeichnung „ökoanarchistisch-realdadaistisches sammelbecken“ und bezeichnet sich des Weiteren als „utopisch solidarischer flügel, radikalfeministischer arm, sektion der postidentitären antinationalen, antisubstanzistische aktion“. Sie hat ihre Wurzeln in der Berliner Hausbesetzer-Szene und beruft sich auf die Tradition anarchistischer Parteien.

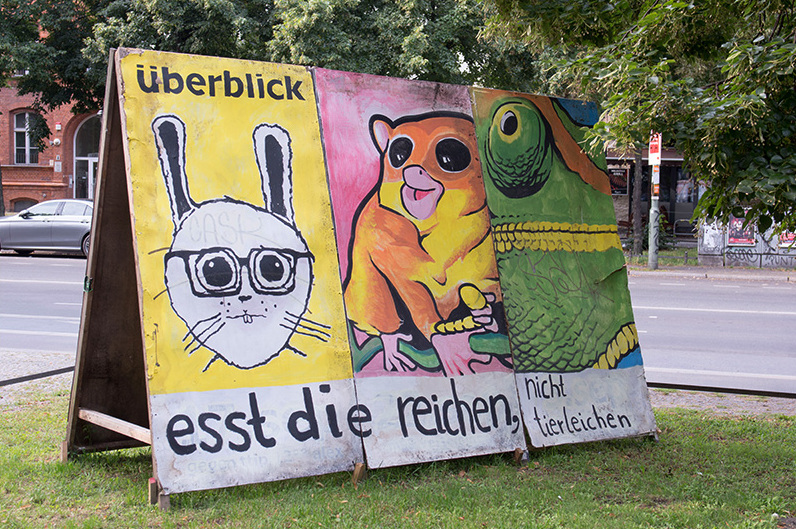
„esst die reichen, nicht tierleichen“, Schlesisches Tor, Berlin 2017

Das Parteiprogramm weist eine radikal ökologische und sozialrevolutionäre Note auf.
Gegenüber der ARD sagte ein Mitglied, das Ziel der Bergpartei wäre die „absolute Minderheit“. Im Grundsatzprogramm wird ausdrücklich betont, dass die Bergpartei nicht gewählt werden will.

## Personen
Kandidaten waren der Architekt Benjamin Foerster-Baldenius und der Schauspieler Niels Kurvin.
Hauke Stiewe gilt als Galionsfigur der Partei. Er „streitet mit dem Konterfei von Hasi Hase [...] für soziale Forderungen wie ein bedingungsloses Grundeinkommen oder das unantastbare Recht auf ein gescheitertes Leben.“

## Schwerpunkte

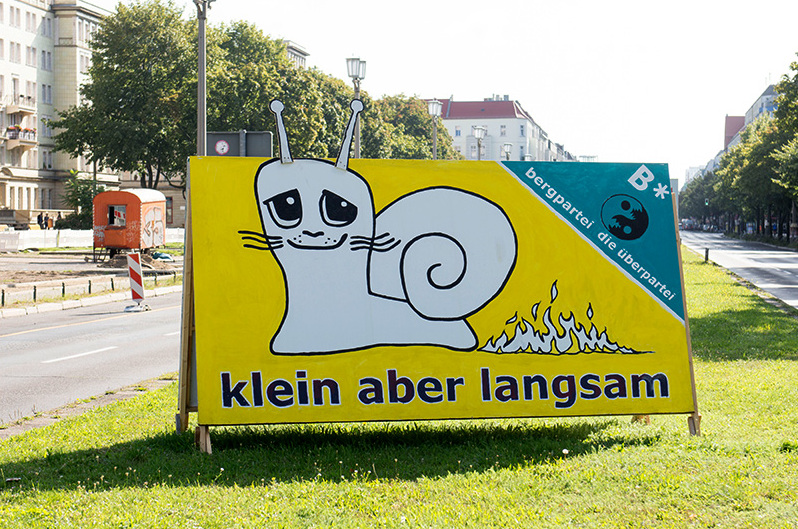
Großstellwand zur Bundestagswahl 2017

### Kleinparteien-Szene
Neben einem offenen Brief an die OSZE-Wahlbeobachtungsmisson (siehe unten) mit der APPD und der Verbraucherschutzpartei arbeitet die B* eng mit anderen kleinen Parteien und parteilosen Kandidaten zusammen. Am 25. August 2017 veranstaltete die Bergpartei eine Podiumsdiskussion, an der sich 11 Parteien und 2 Direktkandidaten beteiligten. Ziel war es, zur Landtagswahl in Brandenburg 2019 zusammen eine Liste zu bilden, wozu es aber nicht kam. Die Bergpartei ist Gründungsmitglied im Dach- und Interessenverband Bundesverband Gemeinwohldemokratie.

### Bündnisse (Auswahl)
Bündnisse, in denen die B* oder ihre Vorläuferorganisationen aktiv beteiligt sind oder waren:
- QM Grunewald (1. Mai-Demo mit der Hedonistischen Internationalen, dem incredible Herrengedeck, den Tsootsies, Esels Alptraum und anderen)[10][11]
- Mietenwahnsinn stoppen[12]
- #unteilbar für offene Grenzen[13]
- Wir entscheiden mit! (für direkte Demokratie in Brandenburg)
- TTIP-Demo-Netzwerk (gegen das Transatlantische Freihandelsabkommen)[14]
- Megaspree (gegen Gentrifizierung und Mediaspree)[15]
- Freiheit statt Angst (gegen Überwachung)[16]
- A100 stoppen (gegen den Ausbau der Stadtautobahn)[17]
- Auspacken oder Einpacken (für Transparenz in Jobcentern)[18]
- Afghanistandemo (gegen den deutschen Krieg in Afghanistan)[19]
- Soundstrike (internationaler Boykott gegen den US-Bundesstaat Arizona wegen seiner rassistischen Einwanderungspolitik)[20]
- Bizim Kiez (gemeinsame Aktionen gegen Verdrängung im Wrangel-Kiez, Berlin)[21][22]

## Geschichte
Die Bergpartei, die Überpartei entstand am 1. April 2011 aus der Fusion der Bergpartei (B) mit der ÜberPartei Deutschlands. Die beiden Parteien hatten sich im Juli 2005 unabhängig voneinander gegründet.

### ÜberPartei
Im Sommer 2004 im Zuge der Studierendenproteste im Jahr 2004 gebildet, manifestierte sich die ÜberParlamentarischen Disposition (ÜPD) 2005 in der „ÜberPartei“ Deutschlands.
Die „ÜberPartei“ Deutschlands – ebenfalls ÜPD – gründete sich am 15. Juli 2005 im Haus der Demokratie und Menschenrechte nach einem Vortrag Warum wir den Staat los werden sollten der Bibliothek der Freien.

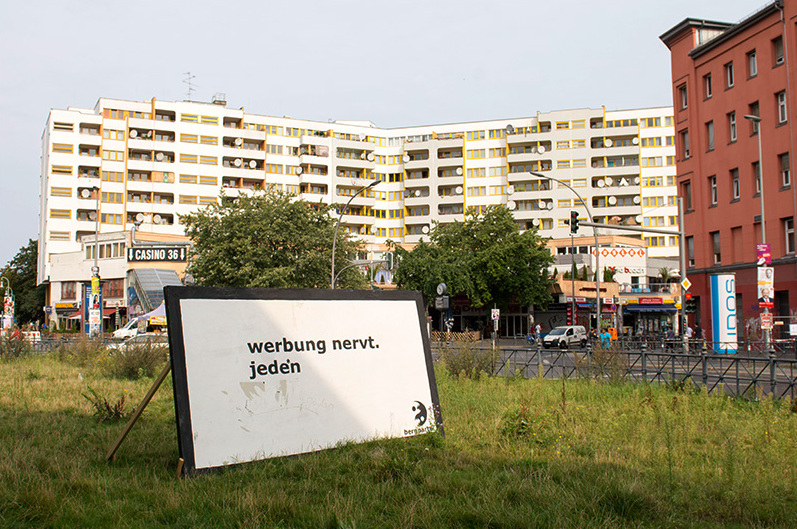
2017: Plakatwerbung für das Volksbegehren Berlin-werbefrei

### Bergpartei
Die Bergpartei gründete sich während der Zwischennutzung des asbestsanierten Palasts der Republik am 21. Juli 2005 und kämpfte im Palastbündnis für den Erhalt und die kulturelle Umnutzung des Palastes.
Seit 2006 tritt die Bergpartei bei den Wahlen zum Abgeordnetenhaus von Berlin an. Auch zum Volksentscheid zum Erhalt des Tempelhofer Felds und dem Bürgerentscheid Mediaspree Versenken sowie zum Volksentscheid Berlin werbefrei warb die Partei mit Plakaten.

### Fusion
Die Bergpartei ist seit dem 1. April 2011 Rechtsnachfolger sowohl der Bergpartei, von der sie den Namen und das Kürzel übernahm, als auch der Überpartei, die ihr Logo und ihre Parteifarben einbringen konnte. Das gemeinsame Programm setzt sich aus den beiden Programmen und dem Bergpartei-Manifest zusammen. Ausschlaggebend für die Fusion war die gemeinsame Erfahrung der Nicht-Anerkennung der Partei-Eigenschaft 2005 und 2009, sowie ideologische Nähe (autonome Bewegung).
Die Namensähnlichkeit mit der Bergpartei der französischen Revolution, den Montagnards, ist zufällig. Die Partei verwendet Kleinschreibung.

## Spaßpartei
Die Bergpartei wird regelmäßig als Spaßpartei bezeichnet. Sie behauptet aber in ihrem Programm von sich, keine Spaßpartei zu sein, sondern (in Eigenschreibweise) „der versuch, mitglieder einer entpolitisierten spaß/party/kunst-gesellschaft wieder für aktuelle politische entscheidungen zu sensibilisieren. und zwar vor allem mit hilfe von spaß, party und kunst.“

## Wahlteilnahmen
Die Partei trat bei der Wahl zum Abgeordnetenhaus von Berlin 2011 erstmals an. Sie kandidierte dabei mit einer Bezirksliste in Friedrichshain-Kreuzberg sowie mit drei Direktkandidaten in Friedrichshain-Kreuzberg und zwei Direktkandidaten in Pankow. Bereits 2005 und 2009 hatten die beiden Vorgängervereinigungen erfolglos versucht, bei der Bundestagswahl anzutreten. Bei der Wahl zum Abgeordnetenhaus von Berlin 2006 war die Bergpartei mit vier Direktkandidaten angetreten und erreichte mit Hauke Stiewe 6,5 % in Wahlkreis 5. Die Partei ist nicht anspruchsberechtigt auf Zahlungen aus der staatlichen Parteienfinanzierung. Sie sammelt Geld über Crowdfunding und Soliparties.

### Zulassung
Die Parteien wurden 2005 und 2009 vom Bundeswahlausschuss nicht zur Bundestagswahl zugelassen. Sie verfassten daraufhin 2009 gemeinsam mit der Anarchistischen Pogo-Partei (APPD) und der Verbraucherschutzpartei einen offenen Brief an die OSZE-Wahlbeobachtungs-Mission, in dem die Zusammensetzung des Bundeswahlausschusses – ausschließlich aus Vertretern der Parlamentsparteien – sowie die fehlenden Zulassungskriterien und die Möglichkeit der Anfechtung seiner Beschlüsse bemängelt wurde. Die OSZE griff diese Punkte in ihrem Bericht auf und das Wahlgesetz wurde dahingehend geändert, dass nun auch Juristen dem Ausschuss beisitzen und es eine Einspruchsmöglichkeit gibt. Bis zur Fusion mit der Überpartei traten die Kandidaten der Bergpartei 2005 und 2009 noch parteilos zur Bundestagswahl an.

### Bezirksverordnetenversammlung (Kommunal)
- Bezirk Pankow 2006: 0,1 % (nur Überpartei)[38]
- Bezirk Friedrichshain-Kreuzberg 2021: 989 Stimmen (0,7 %)[39] mit Hauke Stiewe als Spitzenkandidat
- Bezirk Friedrichshain-Kreuzberg 2023: 620 Stimmen (0,5 %).[40] (Wiederholungswahl von 2023)

### Landtagswahlen
- Berlin 2006: 6,5 % in Wahlkreis 5 von Friedrichshain-Kreuzberg (nur Bergpartei)
- Berlin 2011: 3,2 % in Wahlkreis 5, 0,6 % Zweitstimmen in Friedrichshain-Kreuzberg, 0,9 % Erststimmen in Friedrichshain-Kreuzberg[41]
- Berlin 2016: 0,0 % mit 636 Zweitstimmen in ganz Berlin (Landesliste), 0,5 % Zweitstimmen in Friedrichshain-Kreuzberg und 3,1 % in Wahlkreis 5. Die B* stellte erstmals eine Landesliste auf.
- Berlin 2021: 0,1 % durch 1.713 Zweitstimmen in ganz Berlin (Landesliste) mit Esther Borkam als Spitzenkandidatin.[42] Die Partei stellte erstmals keine Kandidaten in Wahlkreis 5 auf. Die Bergpartei rief das erste Mal zu ihrer Wahl auf. Die Wahl wurde 2023 wiederholt
- Berlin 2023: 0,1 % durch 1.137 Zweitstimmen. (Wiederholungswahl mit denselben Kandidatinnen wie 2021)[43] Die Partei konzentrierte sich auf die Unterstützung des Volksbegehren Berlin 2030 Klimaneutral.

### Bundestagswahlen
- 2005: 0,7 % der Erststimmen (Direktkandidat Hauke Stiewe) in Friedrichshain-Kreuzberg – Prenzlauer Berg-Ost (nur Bergpartei, offiziell parteilos)[44]
- 2009: 0,6 % der Erststimmen (Direktkandidat Hauke Stiewe) in Friedrichshain-Kreuzberg – Prenzlauer Berg-Ost[45] (nur Bergpartei, offiziell parteilos)
- 2013: 0,4 % der Erststimmen (Direktkandidat Benjamin Richter) in Friedrichshain-Kreuzberg – Prenzlauer Berg-Ost[46]
- 2017: 0,4 % der Erststimmen (672 Stimmen für Direktkandidat Fares Al-Hassan) in Friedrichshain-Kreuzberg – Prenzlauer Berg-Ost[47] und 0,48 ‰ der Zweitstimmen (911, im endgültigen Ergebnis) in ganz Berlin[48]
- 2021: 0,0 % der Erststimmen (222 Stimmen für Zarah-Lousa Roth) in Wahlkreis 83 Friedrichshain-Kreuzberg – Prenzlauer Berg-Ost. Die Bergpartei konzentrierte sich im "Superwahljahr 2021" nach eigenen Angaben auf die Unterstützung des Volksbegehren: Deutsche Wohnen & Co. enteignen[49]

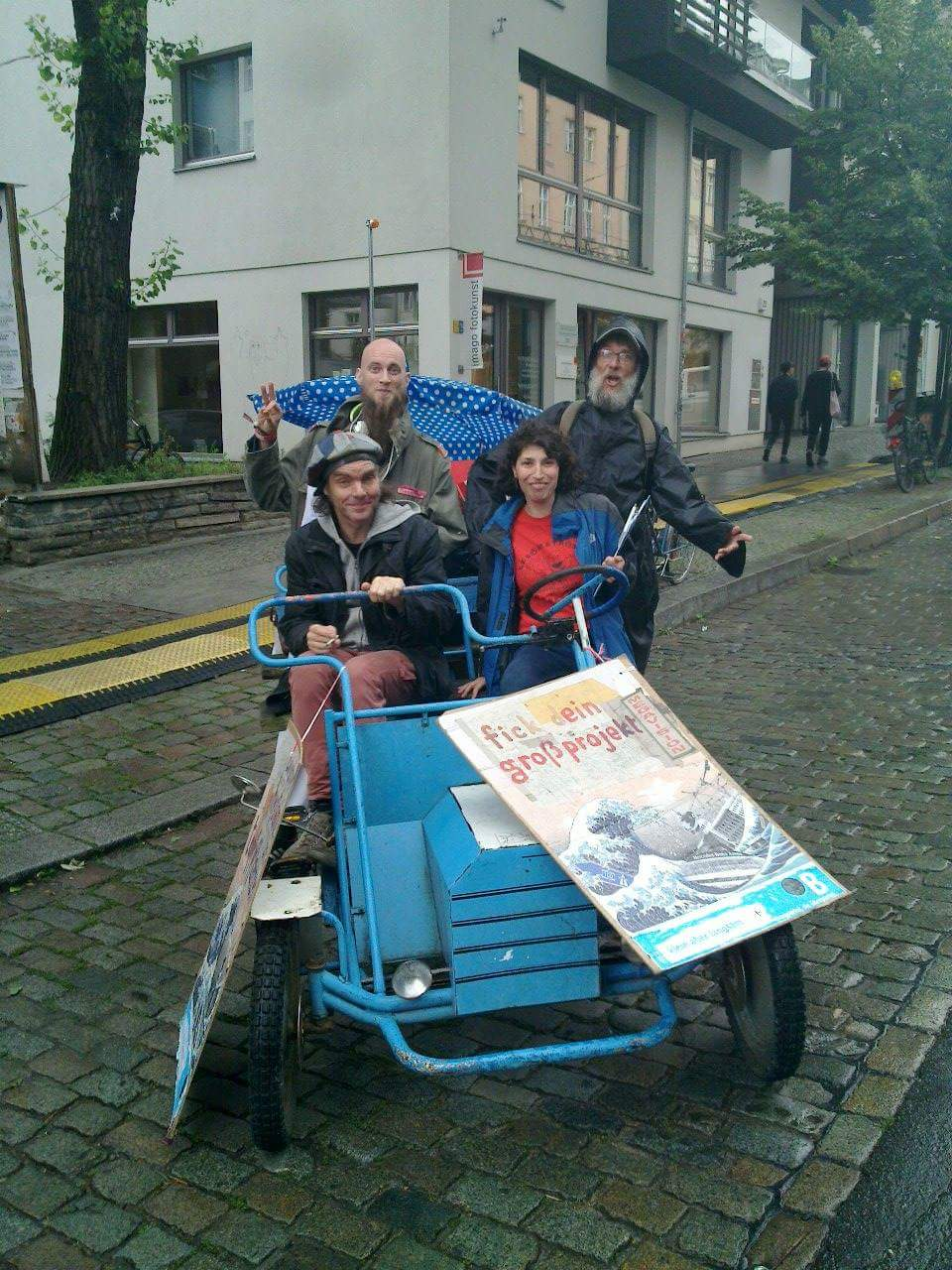
Wahlmobil im Wahlkampf 2017 mit Spitzenkandidatin Rhaffi am Steuer

## Struktur
Es bestehen ein Bundesverband, ein Landesverband in Berlin (mit zwei weiteren Gebietsverbänden) und ein Landesverband in Brandenburg.
| Berlin                            | Berlin      | Sarah Strickrodt | 0,1 % (2023) |
| Brandenburg                       | Brandenburg | Sara Preißel     | n. a. (2019) |
| Legende: n. a. – nicht angetreten |             |                  |              |